# Москера, Джерсон
Херсон Стивен Москера Кастро (исп. Jherson Steven Mosquera Castro; род. 18 сентября 1999, Перейра) — колумбийский футболист, защитник клуба «Ньюэллс Олд Бойз».

## Клубная карьера
Москера — воспитанник клуба «Депортиво Перейра». 16 ноября 2018 года в матче против «Унион Магдалена» он дебютировал в колумбийской Примере B. В 2019 году Херсон помог клубу выйти в элиту. 28 сентября 2020 года в матче против «Индепендьенте Медельин» он дебютировал в Кубке Мустанга. 30 апреля 2022 года в поединке против «Унион Магдалена» Херсон забил свой первый гол за «Депортиво Перейра». В том же году он помог клубу выиграть чемпионат. 
В начале 2023 года Москера перешёл в аргентинский «Ньюэллс Олд Бойз». 4 февраля в матче против «Велес Сарсфилд» он дебютировал в аргентинской Примере. 19 февраля в поединке против «Банфилда» Херсон забил свой первый гол за «Ньюэллс Олд Бойз».

## Достижения
Клубные
 «Депортиво Перейра»
- Победитель Кубка Мустанга — Апертура 2022